# Xot de Gran Nicobar
El xot de Gran Nicobar (Otus alius) és una espècie d'ocell de la família dels estrígids (Strigidae). Habita els boscos de les illes Nicobar. El seu estat de conservació es considera gairebé amenaçat.